# Стручни испити у Републици Српској
Стручни испит (за одређене испите користи се назив државни испит или само испит) је испит који се полаже ради обављања неких послова. Њима се доказују стручност у теоријском и практичном знању у области за коју се полаже. Добија се лиценца која омогућава рад у том пољу у периоду њеног важења. Стручни испити се полажу код надлежног министарства, агенције или коморе.
У Републици Српској постоје стручни испити за адвокате, судије, здравствене раднике, раднике у органима управе, као и за послове грађевинског пројектовања и за одређене послове у рударском, геолошком, и електроенергетском сектору.